# Appendicula rupestris
Appendicula rupestris är en orkidéart som beskrevs av Henry Nicholas Ridley. Appendicula rupestris ingår i släktet Appendicula och familjen orkidéer. Inga underarter finns listade i Catalogue of Life.